# Pak Yong-jin
Pak Yong-jin ((박용진?, 朴勇進?); 18 aprile 1986) è un calciatore nordcoreano, centrocampista del Rimyongsu.